# Pungitius
A Pungitius a sugarasúszójú halak (Actinopterygii) osztályának a pikóalakúak (Gasterosteiformes) rendjébe, ezen belül a pikófélék (Gasterosteidae) családjába tartozó nem.

## Rendszerezés
A nembe az alábbi fajok tartoznak:
- Pungitius aralensis - korábban a P. platygaster alfajának tekinteték
- Pungitius bussei
- Pungitius hellenicus
- Pungitius laevis - korábban a P. pungitius alfajának tekinteték
- laposhasú pikó (Pungitius platygaster)
- kilenctüskés pikó (Pungitius pungitius)
- Pungitius sinensis
- Pungitius tymensis